# Atsuki Ito
Atsuki Ito (Urawa, 11 de agosto de 1998) es un futbolista japonés que juega en la demarcación de centrocampista para el K. A. A. Gante de la Primera División de Bélgica.

## Selección nacional
Hizo su debut con la selección de fútbol de Japón el 12 de septiembre de 2023 en un partido amistoso contra Turquía que finalizó con un resultado de 4-2 a favor del combinado japonés tras los goles de Ozan Kabak y Bertuğ Yıldırım para Turquía, y del propio Atsuki Ito, Junya Ito y un doblete de Keito Nakamura para Japón.

## Clubes
| Club               | País    | Año       | Partidos | Goles |
| ------------------ | ------- | --------- | -------- | ----- |
| Urawa Red Diamonds | Japón   | 2021-2024 | 173      | 19    |
| K. A. A. Gante     | Bélgica | 2024-     | 46       | 2     |

## Palmarés

### Títulos nacionales
| Título             | Club               | País  | Año  |
| ------------------ | ------------------ | ----- | ---- |
| Copa del Emperador | Urawa Red Diamonds | Japón | 2021 |
| Supercopa de Japón | Urawa Red Diamonds | Japón | 2022 |

### Títulos internacionales
| Título                      | Club (*)           | País  | Año  |
| --------------------------- | ------------------ | ----- | ---- |
| Liga de Campeones de la AFC | Urawa Red Diamonds | Japón | 2022 |